# Al Asad Airbase

i7
i11
i13

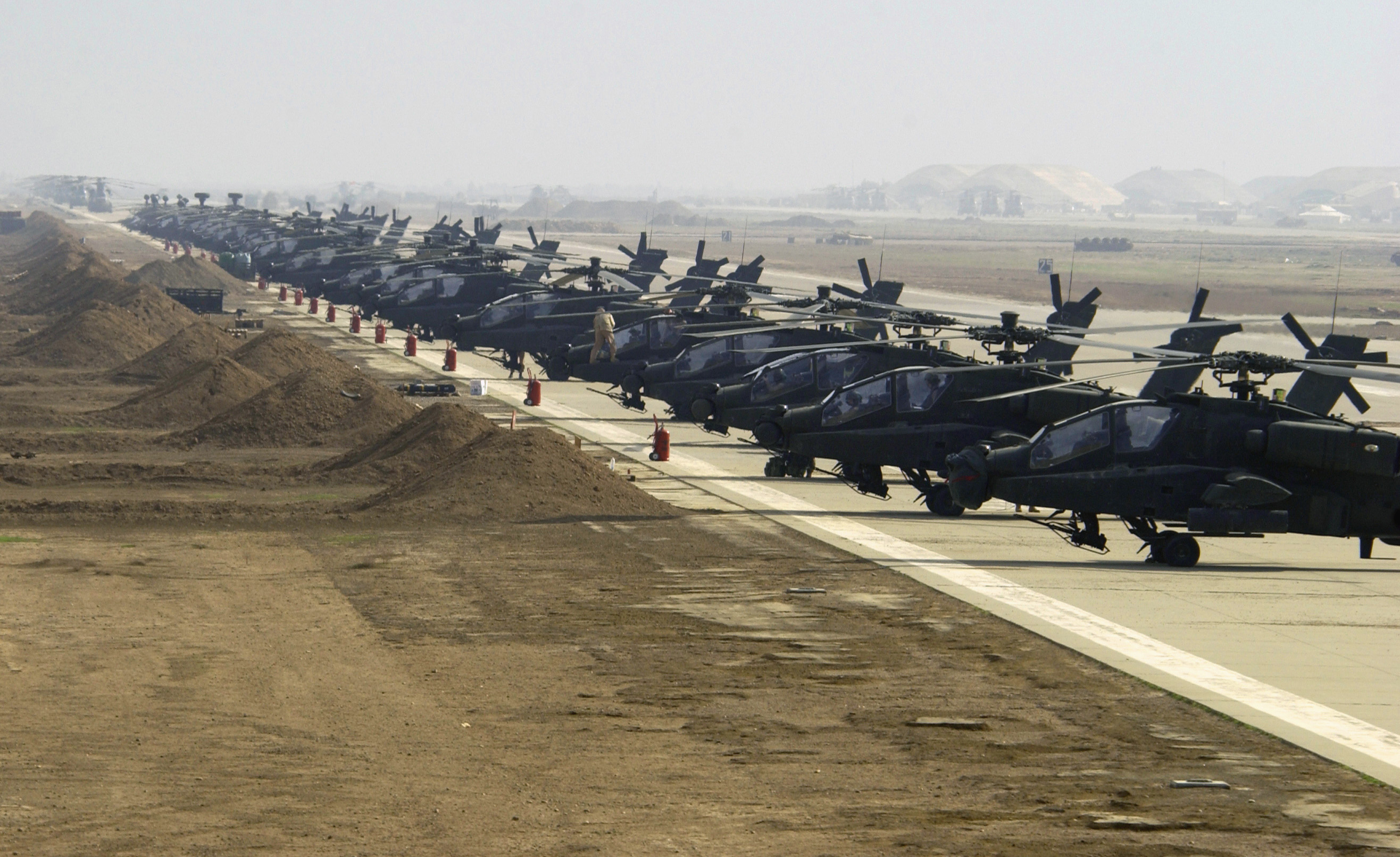
AH-64D Apache auf dem Flugplatz Al Asad

Die Al Asad Airbase (arabisch قاعدة عين الأسد الجوية Qāʿidat ʿain al-asad al-dschawwiyya, IATA-Code: IQA, ICAO-Code: ORAA) ist ein Militärflugplatz der Streitkräfte des Iraks sowie der Vereinigten Staaten. Er liegt im Westen Iraks in der Provinz al-Anbar etwa 13 km südwestlich der Ortschaft Chan al-Baghdadi. Er war während der Operation Iraqi Freedom die zweitgrößte US-Militärbasis.

## Geografie
Der Militärflugplatz befindet sich in der Nähe der Stadt Hīt in der Provinz al-Anbar, ungefähr 160 Kilometer westlich von Bagdad und 13 Kilometer südwestlich der Stadt Chan al-Baghdadi. Der Flugplatz wird durch den al-Asadī-Wadi getrennt, ein Wadi, welches durch die Oase entlang der westlichen Grenze des Flugplatzes führt und dann ostwärts verläuft, wo es schließlich bei Chan al-Baghdadi in den Euphrat mündet. Diese Oase wird dort als „Abraham’s Well“ (dt.: Abrahams Quelle) bezeichnet.

## Geschichte

### Qadisiyah Airbase

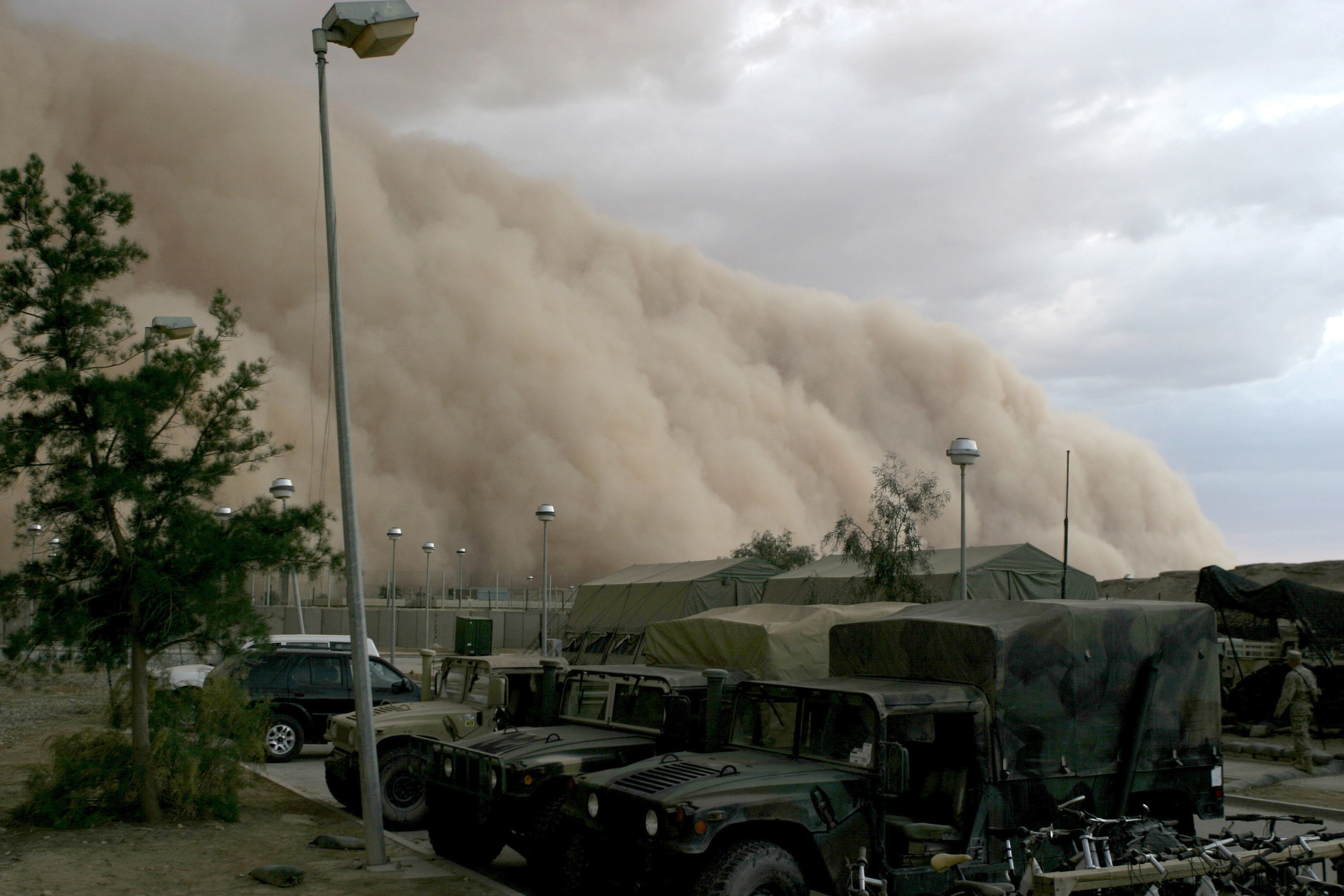
Sandsturm in Al Asad

Der Militärflugplatz hieß ursprünglich Qadisiyah Airbase, eine Referenz zur Schlacht von al-Qādisīya (636 n. Chr.).
Die Basis wurde irgendwann zwischen 1981 und 1987 von einem Zusammenschluss jugoslawischer Unternehmen unter Vertrag mit der irakischen Regierung gebaut. Zwei jugoslawische Regierungsbehörden leiteten das Projekt. Die Bundesdirektion für Beschaffung und Auftragsvergabe (FDSP) handelte als Projektmanager und Aeroengineering als Projektingenieur. Bekannt als „Projekt 202-B“ und „Projekt 1100“ waren unter den beteiligten Unternehmen Granit und Vranica d.d. Sarajevo.

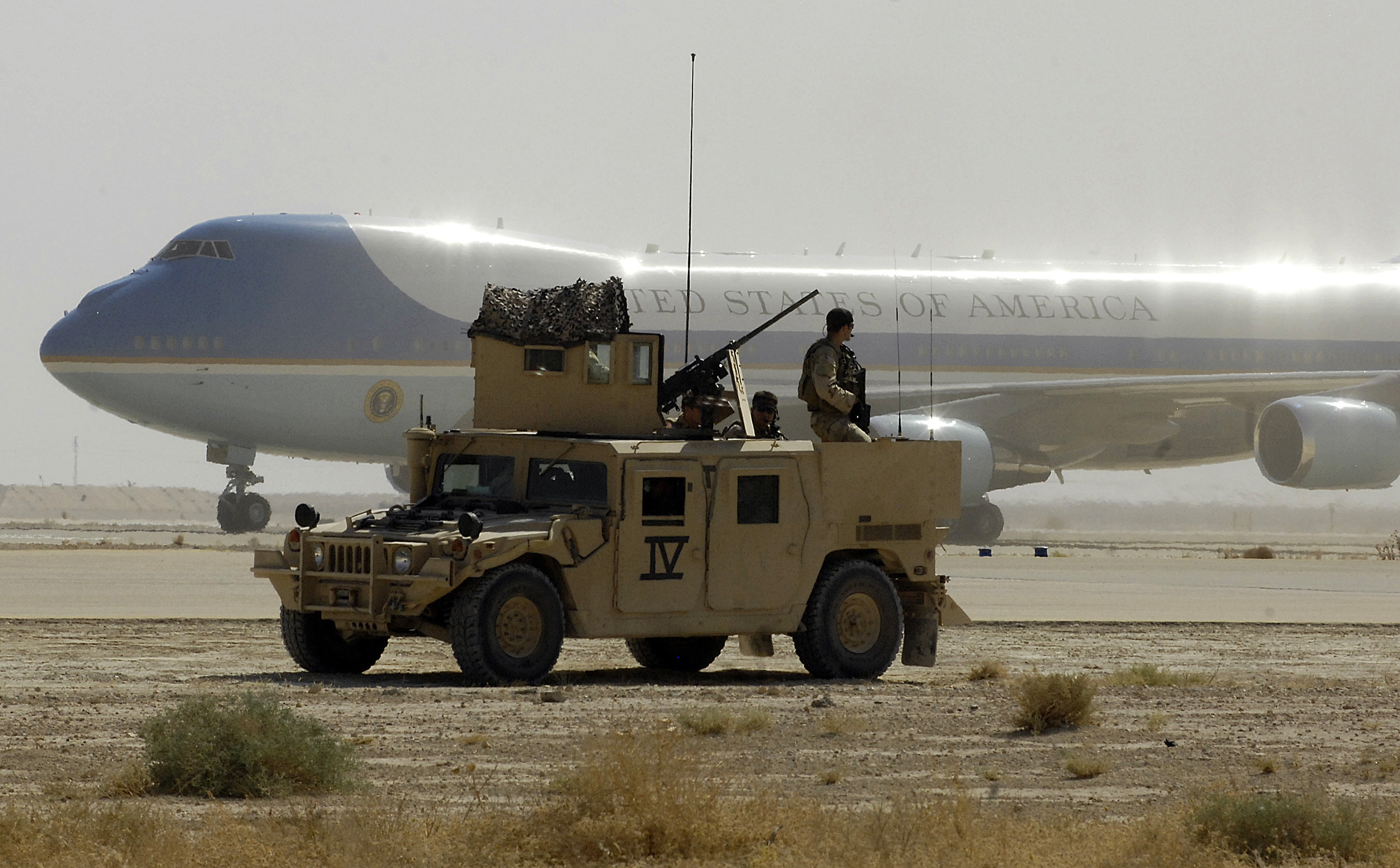
Die Air Force One auf der Al Asad Airbase

Das 280-Millionen-US-Dollar-Projekt an der Qadisiyah Airbase beinhaltete Unterkünfte für 5000 Personen und die notwendige Infrastruktur für öffentliche Einrichtungen (Moscheen, Outdoor und Indoor-Schwimmhalle, Fußballfeld, Sporthalle, Kino, Bücherei, Grundschule, weiterführende Schule, Krankenhaus und Klinik) und militärische Einrichtungen wie ein Militärflughafen, Schutzhütten für Personal und Equipment, Hardened Aircraft Shelter (HAS) für Kampfflugzeuge und Militärkasernen. Die dort und in ganz Irak von den Jugoslawen gebauten HAS wurden mit Spitznamen „Jugos“ genannt. Zu der Zeit galten sie als modern, waren aber nach der Entwicklung der lasergelenkten Bombe GBU-28 1991 veraltet.
Vor der Invasion von Irak 2003 waren drei Einheiten der Irak Air Force mit MiG-25 und MiG-21 untergebracht. Kurz nach dem Start der Invasion war die Basis verlassen und wurde in der nächsten Zeit in Al Asad Airbase umbenannt, was Arabisch ist und auf Deutsch „Der Löwe“ heißt.

### Irakkrieg 2003–2011
Ursprünglich wurde der Militärflugplatz während des Irakkriegs vom Australian Special Air Service Regiment gesichert und wurde dann im Mai 2003 dem 3. US-Kavallerieregiment übergeben. Die 3rd Cavalry wurde schließlich im März 2004 von den Marines der I. Marine Expeditionary Force abgelöst. Der Militärflugplatz wurde zur größten US-Basis im Westirak und das westliche Äquivalent zu der Grünen Zone von Bagdad.
Der Flugplatz diente als große Drehscheibe für Konvois und beherbergte hunderte Tank- und Versorgungslastwagen. Große Lieferungen an Kraftstoff kamen häufig entlang der gefährlichen Wege aus dem Jordan, jedoch blieben die meisten Lieferungen trotz Versuchen von Rebellen unberührt. Eine einzige dieser Lieferungen konnte mehrere Tage dauern, während die Lastwagen acht Stunden am Tag fuhren.
Bis Januar 2010 war er das Zuhause der II. Marine Expeditionary Force und der Multi-National Force West. Andere Betreiber waren unter anderem die vierte Kampfbrigade der dritten US-Infanteriedivision, die 82. US-Luftlandedivision, die 332. US-Medizinbrigade, die 321. US-Unterstützungsbrigade, der Vertical Onboard Delivery Detachment-1 (VOD-1), der elektronischen Angriffsstaffel 142(VAQ-142), die Customs Battalion Juliet der US-Navy, Teile der siebten Division der irakischen Armee und die US-Luftwaffe.
Wie auch andere Basen im Irak, bot Al Asad diverse Annehmlichkeiten an wie ein Hallenbad, ein Kino (welches ein Nachbau des Sustainer-Theaters in Camp Anaconda war), Postamt, ein Morale, Welfare and Recreation-Zentrum, mehrere Turnhallen, Post Exchange (Verkaufsstelle für Angehörige der US-Armee), diverse Gastronomieketten wie Burger King, Cinnabon, Kentucky Fried Chicken, Pizza Hut und Subway, ein Combat-Support-Krankenhaus und eine Green-Beans-Filiale. Die Basis ist in der Lage, unabhängig Trinkwasser mithilfe einer Aufbereitungsanlage mit Umkehrosmose und einer Abfüllanlage herzustellen. Die meisten Häuser sind Container, welche zu Wohnbereichen umfunktioniert wurden. Einige der ursprünglichen Behausungen sind jedoch geblieben und werden immer noch benutzt. Zusätzlich wurden in Übergangsphasen Zelte verwendet, um bis zu doppelt so viele Truppen wie normal unterzubringen. Die Basis war ein häufiges Ziel für berühmte Persönlichkeiten und Politiker, die die US-amerikanischen Truppen im Irak besucht haben, wie z. B. Chuck Norris und Toby Keith. Während die Städte und Straßen nahe der Basis genauso gefährlich wie überall sonst im Irak waren, ist die Basis relativ abgeschieden und gut über den Luftweg zu erreichen. Die Basis wurde oft von Rebellen angegriffen, nahm dabei jedoch nur wenig bis gar keinen Schaden, obwohl gelegentlich Verluste zu beklagen waren.
Das kontroverse Lied Hadji Girl wurde in der Basis aufgenommen. Am 3. September 2007 besuchten Präsident George W. Bush, Außenministerin Condoleezza Rice, Verteidigungsminister Robert Gates und Vorsitzender des Generalstabs Peter Pace die Basis und verbrachten den Tag der Arbeit mit den stationierten Servicemitarbeitern.
Als die Marines aus dem Irak abzogen, verblieb die Basis als eine der einzigen in Al-Anbar, die von US-amerikanischen Truppen besetzt wurde. 2009 und 2010 entfernten die Marines der II. Marine Expeditionary Forces den Großteil an Rüstung und Belegschaft von der Basis. Dies wurde im März 2010 abgeschlossen. Am 16. Dezember 2011 wurden auch die letzten Zivilpersonen per Lufttransport weggebracht und die Basis wurde offiziell am 31. Dezember 2011 geschlossen.

### Maßnahmen gegen den Islamischen Staat
Das Special Purpose Marine Air-Ground Task Force – Crisis Response – Central Command (SP-MAGTF-CR-CC) kehrte im September 2014 zurück, Kommandooffizier Colonel Jason Bohm sagte: „Es war wie in einem Elendsviertel. Unser Hauptquartier waren frühere Quartiere des Marine Air Logistics Squadron. Es gab Gegenstände, die wurden einfach liegengelassen. Sogar Zeitungen mit dem Datum, als die letzte Person im Büro war. Es war lediglich sehr verstaubt.“
Im späten Oktober 2014 wurden der Militärflugplatz und die Region von Kämpfern des Islamischen Staats (IS) angegriffen. 50 US-Berater wurden zur Basis geschickt. Um eine Standortaufnahme durchzuführen, konnten diese die Unterkunft zur Unterstützung des Iraker Militärs nutzen, sagte Navy-Kommandantin Elissa Smith, eine Pressesprecherin des Verteidigungsministeriums. Die Basis beherbergte dann 320 Berater.
Während der frühen Morgenstunden des 14. Septembers 2014 trafen angeblich die dort untergebrachten US-Marines sowie die Irakische Armee und Stammkräfte nahe der Ein al-Asad Basis, westlich von Al-Anbar mit dem Islamischen Staat zusammen, ein Versuch, diese von der Basis, in der zu der Zeit 100 US-Berater hausten zurückzutreiben, als der Islamische Staat versuchte, die Basis einzunehmen. Ein Feldkommandeur der Irakischen Armee in der Provinz Al-Anbar berichtete: "Die US-Kräfte, die mit leichten und mittleren Waffen ausgerüstet waren und von F-18 Kampfjets unterstützt wurden, waren in der Lage den IS-Kämpfern Schaden zuzufügen und zwangen sie zu einem Rückzug von al-Dolab, was 10 Kilometer von der Basis entfernt ist. Scheich Mahmud Nimrawi, ein berühmter Stammesführer aus der Region, fügte hinzu, dass US-Kräfte eingegriffen haben, da sich die IS-Kämpfer der Basis annäherten und sie zur Selbstverteidigung gehandelt hätten, von der er hofft, „dass es nicht die letzte sei“. Dies war die erste Begegnung zwischen dem Islamischen Staat und den USA nach vier Jahren. Jedoch wurde diese Behauptung vom Pentagon als falsch eingestuft. Im Oktober 2014 gerieten die Basis und die nähere Umgebung unter wiederholte Angriffe von IS-Kämpfern.
Am 5. Januar 2015 bestätigte das Pentagon, dass der IS ineffektiv der Basis geschadet hat.
Vom 6.–7. Februar wurden irakischen Soldaten grundlegende Verteidigungs- und Versteckstrategien von dänischen Soldaten, den Einsatzkräften der Basis und der US-Marine beigebracht.
Im Februar 2015 übernahm der Islamische Staat die Kontrolle über den Großteil der Stadt al-Baghdadi und begann, was eine Pressesprecherin des Verteidigungsministeriums als „sinnloses indirektes Feuern“ gegen die al-Asad Militärbasis bezeichnete. Später schafften es, nach CBN News, „acht Selbstmordattentäter am 13. Februar auf die Basis, wurden aber sofort durch einen Gegenangriff getötet.“ Außerdem berichtete CBN News, dass der IS während der letzten Tage regelmäßig die Basis beschossen hat, aber es gab keine Schadensmeldungen durch den Beschuss. Im frühen März haben irakische Streitkräfte den Islamischen Staat aus der Basis vertrieben.
Wegen zahlreicher Annehmlichkeiten in der Basis wurde sie auch „Camp Cupcake“ genannt, obwohl während der folgenden Jahre eine große Gefahr durch den IS entstand und die Basis dabei an der ersten Verteidigungslinie stand. Ende 2017 wurden alle Annehmlichkeiten beseitigt. Als einzige Essensmöglichkeit verbleibt die Chow Hall (dt.: Futterhalle). Wasser war knapp und Duschen war nur eingeschränkt möglich. Im Frühjahr 2015 waren hier 300 US-amerikanische Ausbilder tätig, um irakische Soldaten zu trainieren.
Im Rahmen der Operation Inherent Resolve waren neben US-Soldaten auch im Februar 2017 britische Soldaten des IV. Battalion The Rifles stationiert.
Am 26. Dezember 2018 besuchte US-Präsident Donald Trump die im Rahmen der Operation Inherent Resolve stationierten US-Soldaten auf dem Militärstützpunkt. Nach Medienberichten sollen auch Soldaten der Spezialeinheit United States Navy SEALs (SEAL Team FIVE) auf der Basis stationiert sein.

### Irankonflikt 2020
Am 8. Januar 2020 meldete das iranische Staatsfernsehen, dass der Iran die Militärbasis mit mehreren Raketen beschossen hat. Laut den Iranischen Revolutionsgarden war der Angriff Vergeltung für die Tötung von Qasem Soleimani durch das US-Militär. 109 US-Soldaten erlitten bei iranischem Raketenangriff Schädel-Hirn-Trauma.